# カラノス (ヘタイロス)
カラノス（希：Kαρανoς、ラテン文字転記：Caranos、？-紀元前329年）はマケドニア王アレクサンドロス3世に仕えた将軍で、ヘタイロイの一人である。
紀元前330年にアレイアの太守サティバルザネスがアレクサンドロスに二度目の反乱を起こした時、カラノスはアレクサンドロスによってエリギュイオス、アルタバゾス、アンドロニコス、歩兵6000、騎兵600と共にサティバルザネス討伐に送られた。激戦の末サティバルザネスはエリギュイオスによって討ち取られ、反乱は鎮圧された。
翌紀元前329年、バクトリアの太守スピタメネスが反乱を起こすと、敵に包囲されていたマラカンダを救援するために、傭兵の騎兵800を率いていたカラノスはアンドロマコス、メネデモス、ヘタイロイ騎兵60、傭兵の歩兵1500と共に通訳官パルヌケス指揮下でスピタメネスの許へと送られた。パルヌケス隊が迫りつつあることを知ったスピタメネスは包囲を解き、ソグディアナへと撤退した。パルヌケスとその配下の将軍たちは敵を徹底的に叩こうとしてソグディアナまで進出し、その途上遊牧スキタイ人も攻撃した。平野に布陣したスピタメネスとスキタイ人の騎兵隊は騎兵の敵の回りを駆けながら矢玉を打ち込み、敵が攻撃に転じようとすると引き、それを繰り返すという騎兵の機動力を活かした戦法によってマケドニア軍を攻撃した。損害が増えてくると、マケドニア軍は、そこならば歩兵が有利に戦えると考え、あたりに樹木が生い茂った川谷のあったポリュティメトス川（現ザラフシャン川）まで退却した。この時カラノスは独断でいち早く自分の騎兵に川を渡らせようとしたが、それに続いて歩兵もまた川に殺到し、大混乱に陥った。それを見るやスピタメネスとスキタイ人は激しい攻撃を仕掛けて全滅させ、若干の捕虜も一人残らず殺した。

## 註
1. ↑  アッリアノス, III. 28
2. ↑  クルティウス, VII. 3. 2
3. ↑  ディオドロス、XVII. 81
4. ↑  クルティウス, VII. 4. 32-38
5. ↑  アッリアノス, IV. 3
6. ↑  アッリアノス, IV. 5